# Улица Чернышевского (Екатеринбург)
У́лица Черныше́вского — одна из старейших улиц Екатеринбурга, расположенная на правом (западном) берегу реки Исети в жилом районе «Центральный» Ленинского административного района города. Улица Чернышевского появилась практически одновременно с основанием города Екатеринбурга, став одной из первых улиц Купецкой слободы — формирующегося на тот момент городского посада за южной стеной деревянной Екатеринбургской крепости. До ноября 1919 года улица поочерёдно сменила ряд названий: Дубро́винская, 2-я Укту́сская, Златоу́стовская (Сре́дняя Златоу́стовская или просто Средняя), Дубровинская (повторно).
Современная улица Чернышевского является тихой улицей городского Центра небольшой протяжённости и не имеющей интенсивного автомобильного и пешеходного движения. На ней расположен ряд памятников историко-культурного наследия города, административные здания, в том числе администрация Ленинского района Екатеринбурга, а также офисы.

## Расположение и благоустройство
Улица Чернышевского проходит с севера на юг между улицей 8 Марта с запада и улицей Добролюбова с востока, начинается от улицы Малышева и заканчивается у улицы Радищева. С другими улицами улица Чернышевского не пересекается, примыкания других улиц также отсутствуют.
Протяжённость улицы составляет около 370 м. Ширина проезжей части — около семи метров (по одной полосе в каждую сторону движения). Светофоров и нерегулируемых пешеходных переходов на протяжении улицы не имеется. С обеих сторон улица оборудована тротуарами и круглосуточным уличным освещением. Нумерация домов ведётся со стороны улицы Малышева.

## Происхождение и история названий
Первоначальное название улицы неизвестно, в 1750-е годы она получила название Дубровинская — по фамилии поселившихся здесь купцов Дубровиных. Род Дубровиных был влиятелен в городе, в 1750-х годах глава рода Дмитрий Фёдорович Дубровин получил питейный откуп и на винной торговле нажил хорошее состояние. В 1761—1766 годах он сам и его сын Иван избирались бургомистрами Екатеринбурга.
В конце XVIII века с появлением 1-й Уктусской улицы, параллельную ей Дубровинскую улицу стали называть иногда 2-й Уктусской. Существовали также названия, связанные с наименованием придела во имя св. Иоанна Златоуста появившейся на улице Свято-Духовской церкви — Средняя Златоустовская, Средняя, Златоустовская. Но в перечне улиц города, составленном Н. С. Поповым в 1804 году, улица снова именуется Дубровинской. Это название прижилось и просуществовало вплоть до 6 ноября 1919 года, когда на инициированной Екатеринбургским Советом волне массовых переименований улиц города Дубровинская улица была вновь переименована. Своё современное название улица получила в честь русского философа-утописта, литературного критика, писателя и революционер-демократа Николая Гавриловича Чернышевского.

## История

### Улица купцов Дубровиных (XVIII — начало XIX века)

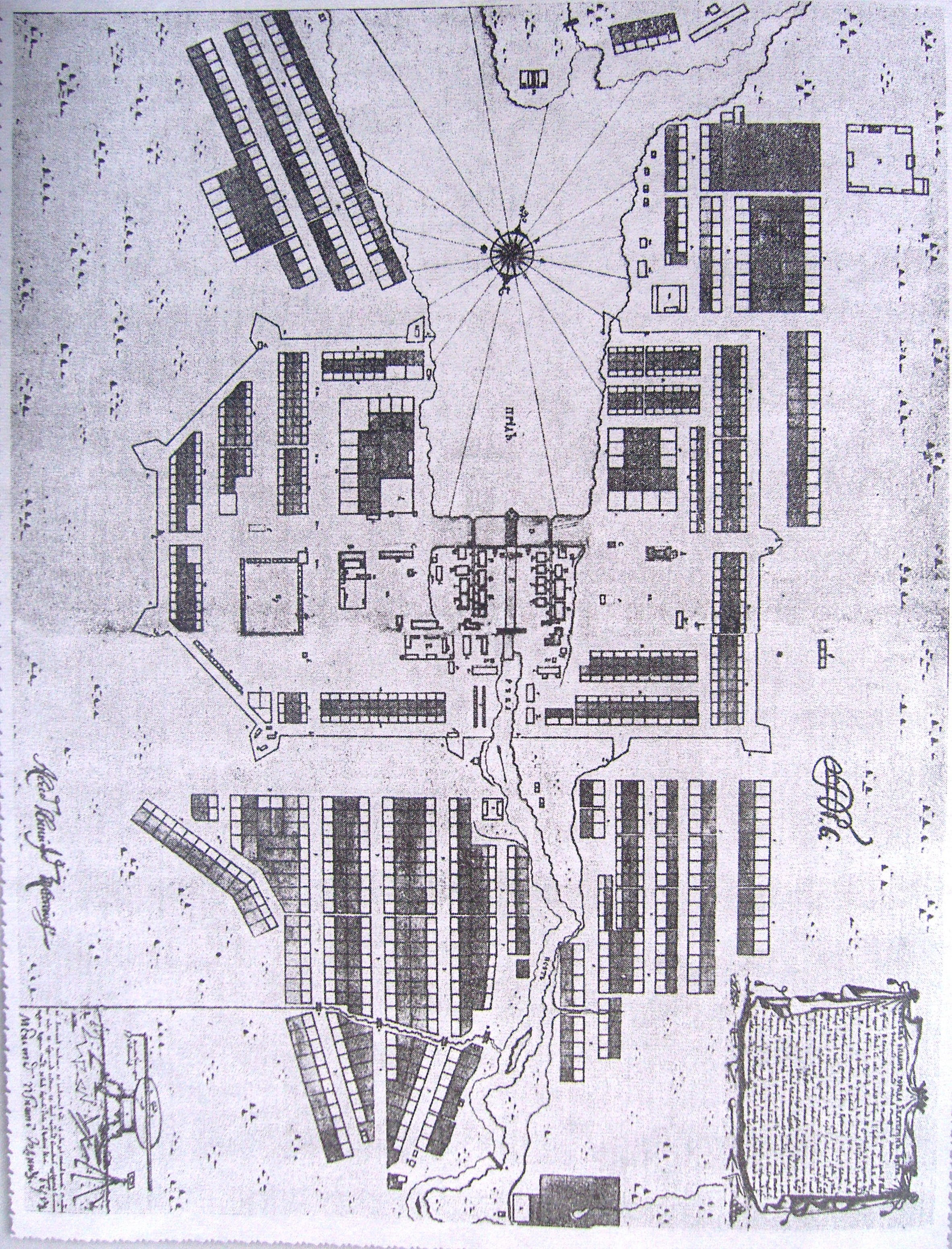
План Екатеринбурга 1743 года. Третья уличная линия (от реки) в юго-западной части плана — современная улица Чернышевского.

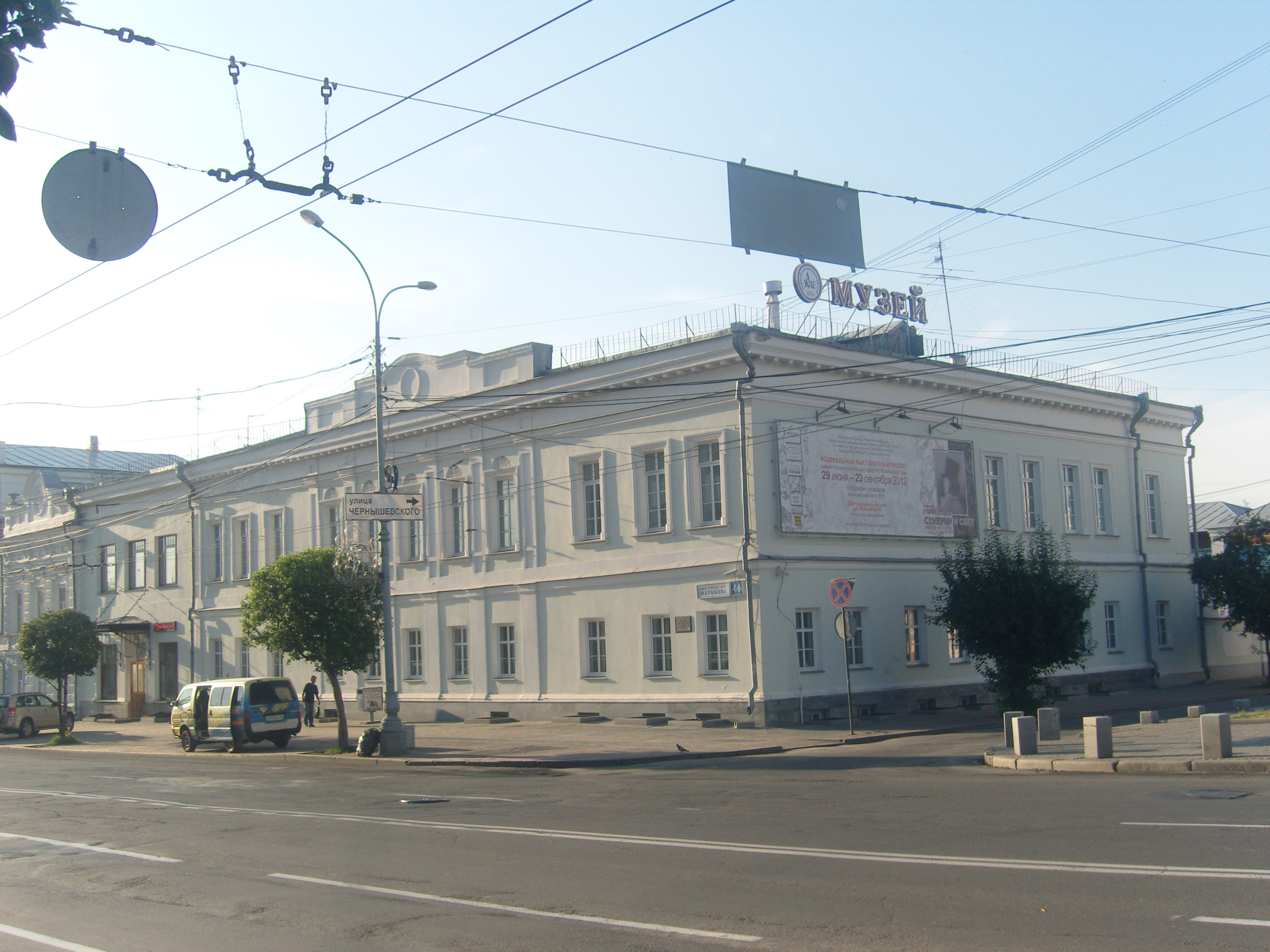
Здание бывшей екатеринбургской городской шестигласной Думы на углу улиц Малышева и Чернышевского, 16 июля 2012 г.

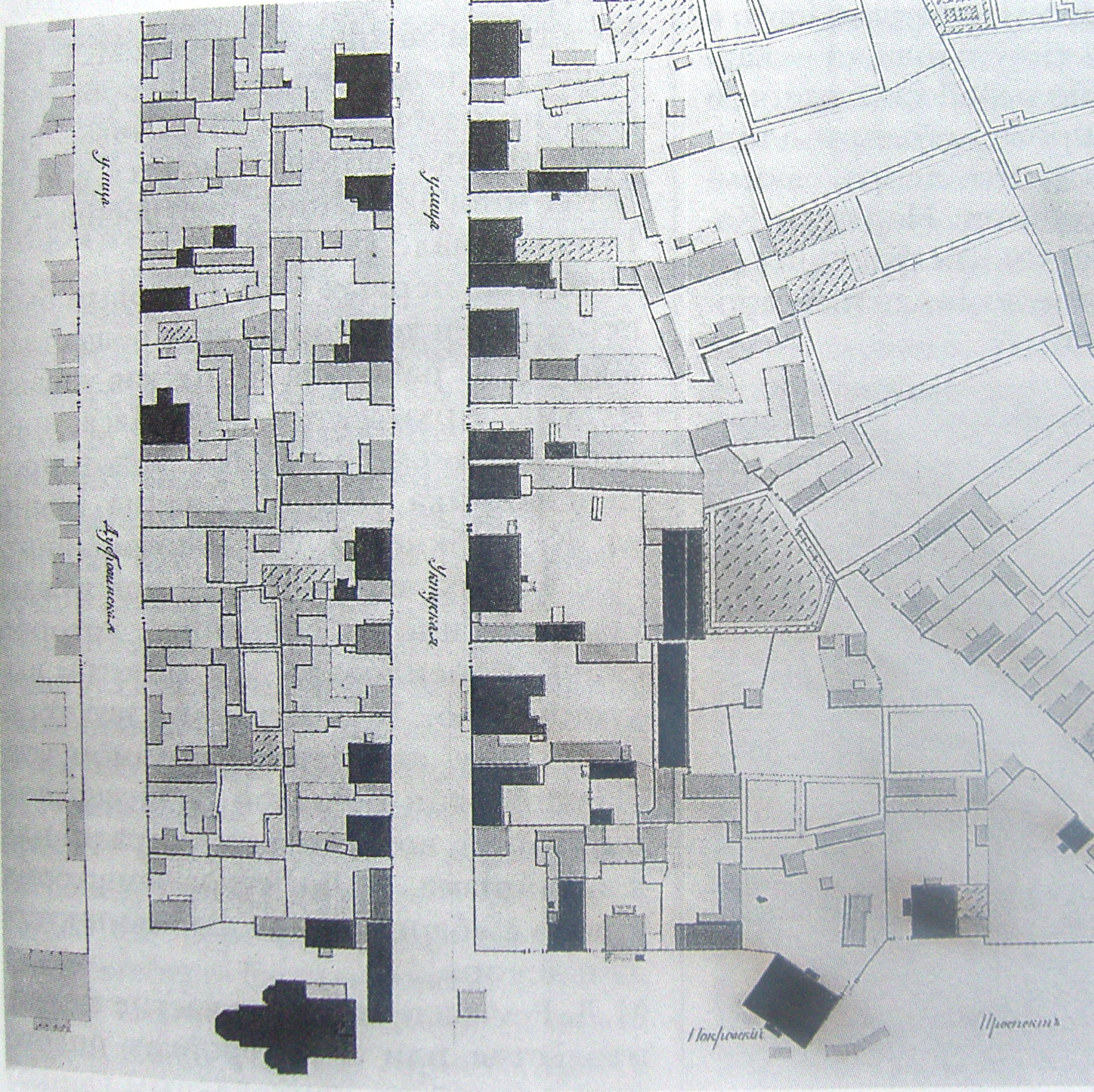
Фрагмент плана Екатеринбурга (квартал № 5), выполненный в 1856 году французскими инженерами-топографами Бержье и Алори. В крайней левой части плана показана застройка Дубровинской улицы, в центре — застройка улицы Уктусской. Чёрным цветом выделены каменные здания, деревянные и полукаменные показаны с помощью других оттенков.

Улица начала застраиваться в 1730-е годы как одна из улиц Купецкой слободы, возникшей за южной стеной деревянной Екатеринбургской крепости и заселявшейся преимущественно купцами-старообрядцами. Окончательное формирование улицы произошло в середине XVIII века. Улица соседствовала с одной из самых торговых улиц Екатеринбурга — Уктусской (современная улица 8 Марта), а со второй четверти XIX века выходила на Хлебную площадь, прямо к торговым рядам, находившимся в её северной части.
Возле места окончания улицы Чернышевского и перпендикулярно ей, вдоль будущей улицы Радищева, протекал ручей Ключик, чаще называвшийся жителями речкой Окулинкой (другие варианты названия — Околинка, Акулинка). Речка впадала в Исеть, переправиться на другой берег Окулинки жители улицы Чернышевского могли при помощи моста, расположенного по линии улицы (мост показан также на городских планах 1743, 1785 и 1810 годов). Со временем речка Окулинка стала мешать организации новых усадебных участков и упорядочению застройки, размещавшейся по переулкам и проулкам вдоль её русла. С речкой стали бороться путём отвода, пуска по вновь появляющимся улицам, забора в дренажные канавы и засыпания озера-болота, где она начиналась, но грунтовые воды продолжали её подпитывать. На протяжении XIX века протяжённость открытого русла речки постепенно сокращалась. К 1920-м годам речка была полностью взята в трубу.
28 мая 1755 года на углу Дубровинской и Магистрацкой улицы на средства купцов-раскольников был заложен храм «Малый Златоуст» (Свято-Духовская церковь). Строительство северного придела храма завершилось в 1759 году, а главного — в 1768. Храм неоднократно перестраивался, последний раз в 1851 году. В 1928 году церковь была закрыта и снесена, сейчас на её месте находится десятиэтажное здание бывшего бытового комбината «Рубин».
В 1792 году братья Иван, Пётр и Илья Дубровины построили на углу Дубровинской улицы у её пересечения с улицей Магистрацкой (будущий Покровский проспект, современная улица Малышева), на месте своих лавок в торговых рядах, двухэтажный каменный дом. 29 ноября 1793 года дом был заложен заводчице Филанцете Степановне Турчаниновой за 3000 рублей, 28 июля 1796 года последняя оформила купчую на этот дом, а спустя шесть лет, 11 февраля 1802 года, продала его городу под размещение в нём городского магистрата и Екатеринбургской городской думы). Сейчас это здание имеет адрес Малышева, 46.

### Улица в XIX — начале XX века
Согласно результатам городской переписи 1887 года, на улице имелось 16 усадеб и шесть постоялых дворов. Из купцов на улице проживали только Грачёвы — наследники мукомола Никифора Алексеевича Грачёва, жившие в усадьбе № 2, в двухэтажном каменном доме на углу с Покровским проспектом (сейчас улица Малышева). Дом построил Н. А. Грачёв в 1870-х годах, в 1886—1887 годах в нём был надстроен второй этаж. При доме Грачёвых имелась крупчаточная лавка. Усадьба № 3 принадлежала дворянину А. Ф. Поклевскому-Козелл, на усадьбе стоял каменный склад для пива, построенный в 1881 году. Остальными домовладельцами улицы были представители духовенства и мещанского сословия, многие из которых были связаны с торговлей.
Сохранившаяся усадьба № 6 принадлежала семейству священнослужителей старейшей каменной церкви города Малый Златоуст (Екатеринбург) Топорковых, предков уральского политика Антона Бакова. Усадьба № 9 с двухэтажным каменным домом и флигелем принадлежала семейству мещанина И. И. Фёдорова, торговавшего железными изделиями, державшего постоялый двор, а также сдававшего помещение под пивную лавку Э. Филитцу. Мещане Кушпелевы (усадьба № 16) и Тумаковы (№ 20) имели при своих домах на Дубровинской улице мелочные лавки. М. С. Перминов, владелец усадьбы № 17, занимался хлебной торговлей на Хлебном рынке. Усадьбой № 5 с двухэтажным каменным домом владел С. А. Выборов, служивший приказчиком при лавке Кыштымских заводов на Уктусской улице. В каменном двухэтажном доме № 11 (дом принадлежал Е. А. Красильниковой, занимавшейся плетением канатов) размещалась портновская мастерская Н. А. Усольцева.
Усадьба № 12 принадлежала Агрофене Рыбниковой и Александре Кудряшовой; в 1892 году они продали усадьбу дворянину Якову Васильевичу Толмачёву, приехавшему с семьёй из Шадринска. В этом доме жил также и его сын, известный впоследствии археолог Владимир Яковлевич Толмачёв.
К началу XX века половина домовладельцев на улице сменилась. После того, как в 1891 году купца Г. Н. Грачёва признали несостоятельным должником, его семья лишилась и мельницы и дома на Дубровинской. Новым владельцем усадьбы № 2 к 1910 году стал фабрикант Владимир Петрович Злоказов. И. И. Фёдоров продолжал жить всё в той же усадьбе.
Многие домовладельцы на Дубровинской улице держали квартирантов. К примеру, в 1901 году в доме Красильниковых (№ 11) поселился врач И. Г. Упоров. В доме мещанина И. С. Зонова (усадьба № 23) с 1910-х годов проживал Дмитрий Евстратиевич Харитонов, сын екатеринбургского купца, закончивший Пермский университет и впоследствии ставший известным учёным-зоологом. На улице также находилась клиника и квартира известного городского врача В. Б. Бродовского.
В период между 1884 и 1889 годами, наряду с приблизительно третьей частью прочих центральных улиц дореволюционного Екатеринбурга, улица Чернышевского была замощена на всём своём протяжении (145 сажень). При мощении использовался серый бутовый камень местной породы гранит-сиянит на четырёхвершковом слое речного песка. К 1910 году, согласно городскому плану этого же года, в центральной части улицы был установлен единственный электрический фонарь (общее число электрических фонарей во всём городе в это время не превышало 60.

### Улица в советское время и постсоветскую эпоху (XX—XXI века)
В советское время улица была полностью заасфальтирована и освещена, появились водопровод и канализация. Заметных изменений в этот период архитектура улицы не претерпела. В главном здании бывшей усадьбы Н. А. Грачёва разместилась администрация Ленинского района Екатеринбурга.
В 2000-х годах в конце улицы появилось новое строение: восьмиэтажное офисное здание (№ 16), рядом с ним по нечётной стороне строится десятиэтажный офис (адрес пока не присвоен). Остальную часть улицы занимает преимущественно дореволюционная застройка из бывших мещанских и купеческих домов с отдельными более поздними строениями.
|  |
|  |

## Примечательные здания и сооружения
Среди достопримечательностей улицы известны дом купца Н. А. Грачёва с торговыми постройками и складами (архитекторы М. Л. Реутов, В. В. Коновалов), дом купца И. М. Фёдорова с лавками и постоялым двором. Обе усадьбы приобрели свой окончательный облик во второй половине XIX века, являются памятниками архитектуры.
Наименования зданий и сооружений здесь приведены по:
- Свод памятников истории и культуры Свердловской области / отв. ред. В. Е. Звагельская. — Екатеринбург : Издательский дом «Сократ», 2007. — Т. 1. Екатеринбург. — 536 с. — 7000 экз. — ISBN 978-5-88664-313-3.
- Перечень объектов культурного наследия, находящихся на территории муниципального образования «город Екатеринбург». Улица Чернышевского. Министерство культуры и туризма Свердловской области. Дата обращения: 30 июня 2012.

### Дом купца Н. А. Грачёва (№ 2)
Жилой дом Н. А. Грачёва построен в 1870-х — начале 1880-х годов в стилевых формах эклектики. Здание стоит с отступом от красной линии улицы Малышева, представляет собой двухэтажный каменный объём (второй этаж надстроен в 1886—1887 годах по проекту В. К. Коновалова), прямоугольный в плане и усложнённый двумя пристроями. Благодаря угловому расположению, дом имеет два главных фасада — северный и восточный.
Северный фасад здания выходит на улицу Малышева, двухчастная композиция фасада обусловлена включением его в структуру основного объёма западного пристроя. Части фасада выделены лопатками и аттиками, а его углы — закреплены лопатками. Стены первого этажа рустированы, а стены второго имеют гладкую поверхность. Штукатурные наличники с замковыми камнями обрамляют окна первого этажа, а окна второго увенчивают замковые камни и сандрики на кронштейнах. Лепной орнамент растительного происхождения украшает лопатки и филёнки второго этажа, а также фриз, декор которого дополнен рядом кронштейнов.
Восточный фасад особняка выходит на улицу Чернышевского, имеет восемь оконных осей. Вертикальное членение фасада и его декоративное убранство с точностью повторяют убранство северного фасада. Композицию восточного фасада дополняют в уровне кровли аттик с криволинейным верхом и угловыми парапетными столбиками. Аттик и столбики украшают филёнки с растительным лепным орнаментом. У главного входа в особняк находится гранитное крыльцо с кованым козырьком на ажурных кронштейнах. Интерьеры большей частью утрачены, из убранства сохранился только лепной декор растительного и рокайльного рисунка в помещениях второго этажа.
В современном здании размещаются администрация Ленинского района Екатеринбурга и районная территориальная избирательная комиссия.

Дом купца Н. А. Грачёва
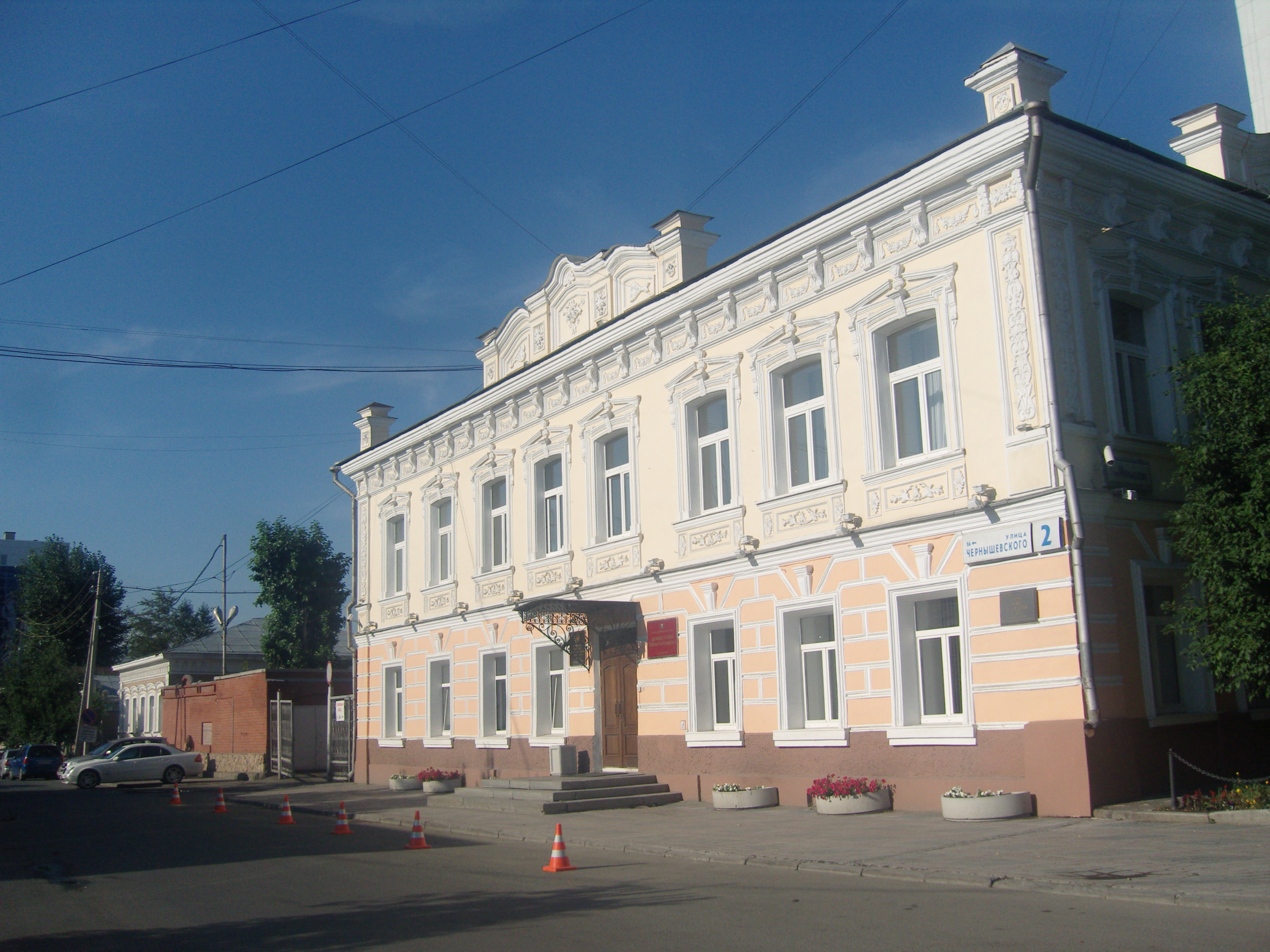
Восточный фасад, вид с северо-востока, 16 июля 2012 г.
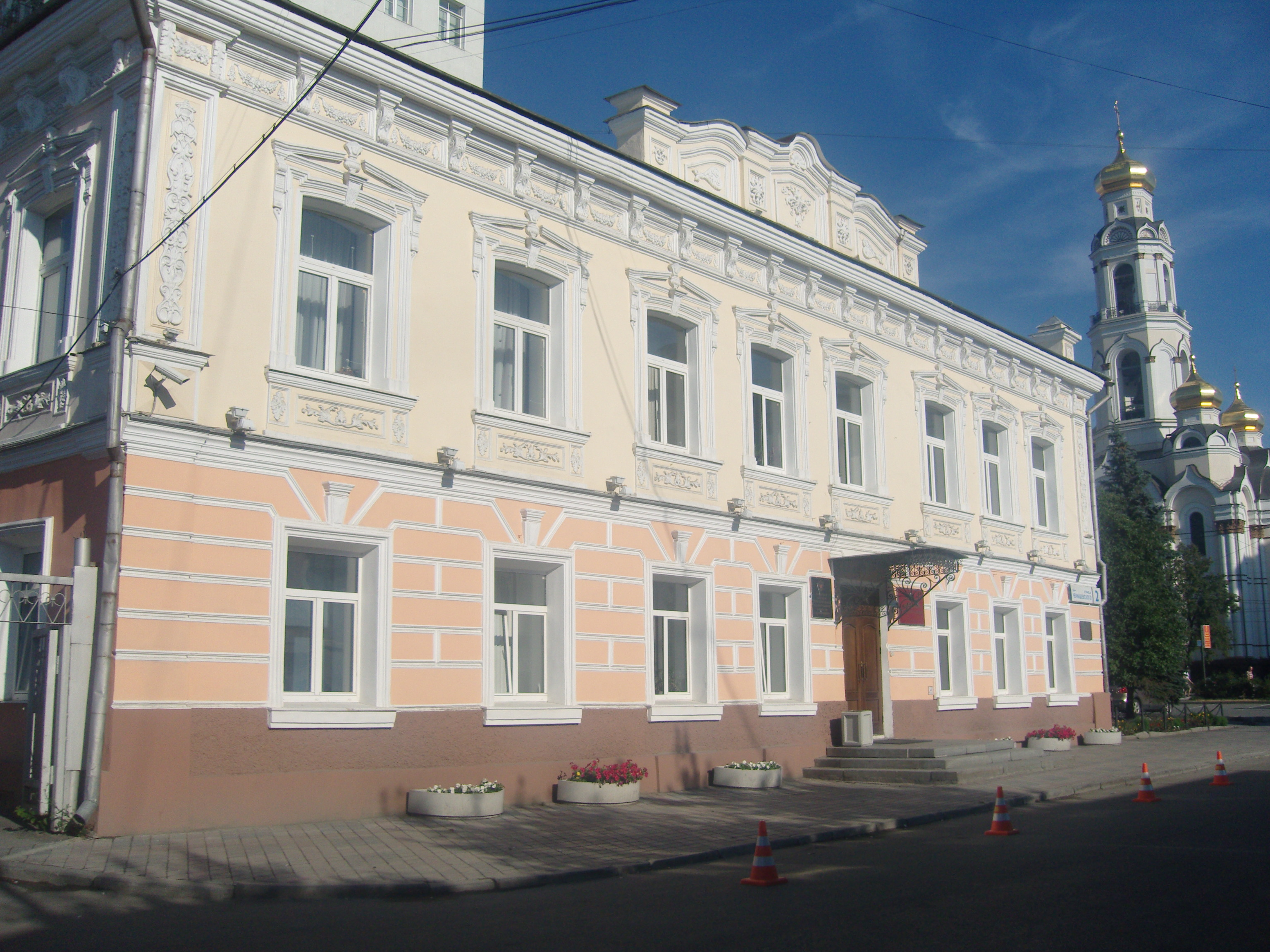
Восточный фасад, вид с юго-востока, 16 июля 2012 г.

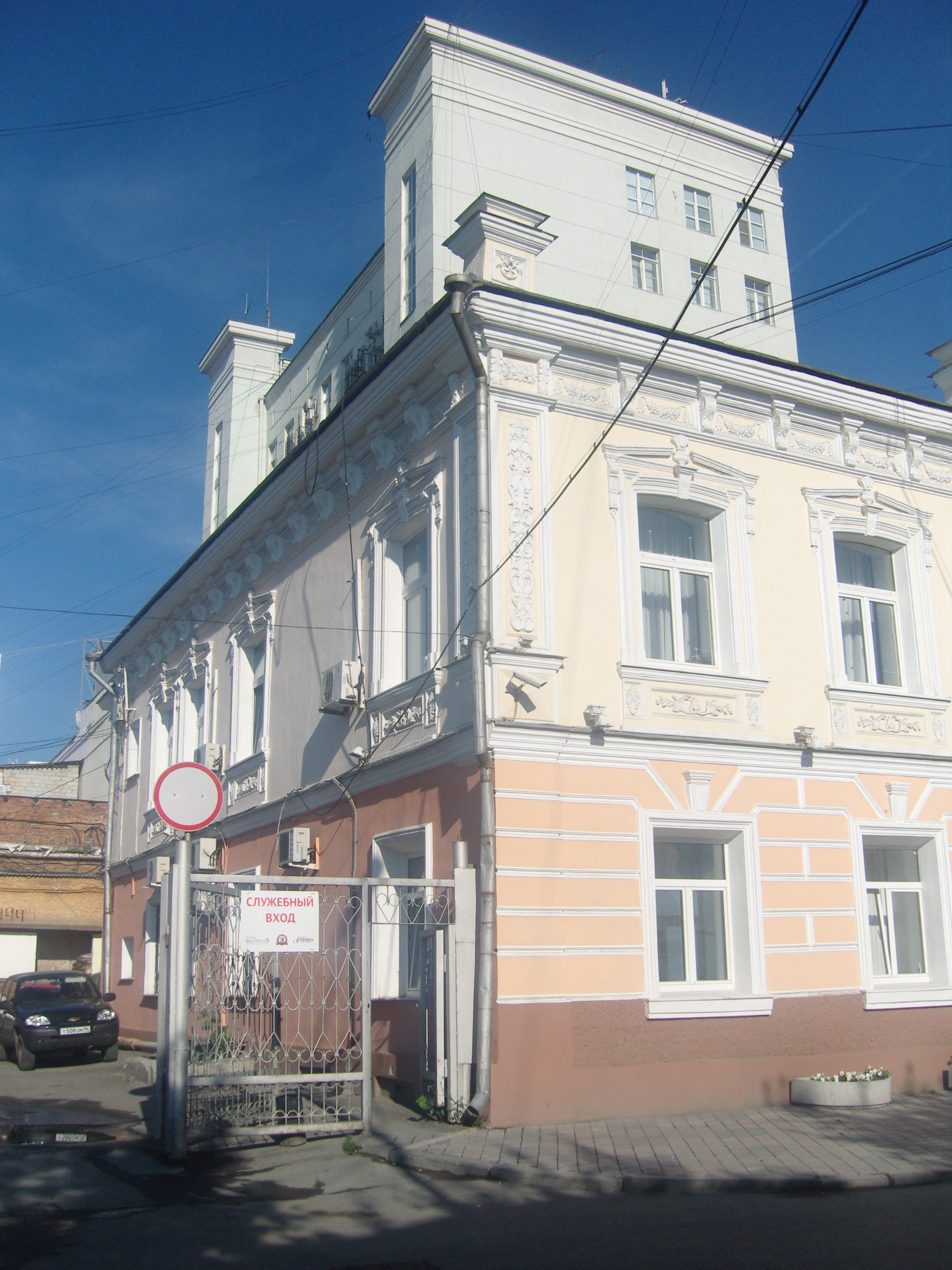
Южный и восточный фасады, вид с юго-востока, 16 июля 2012 г.
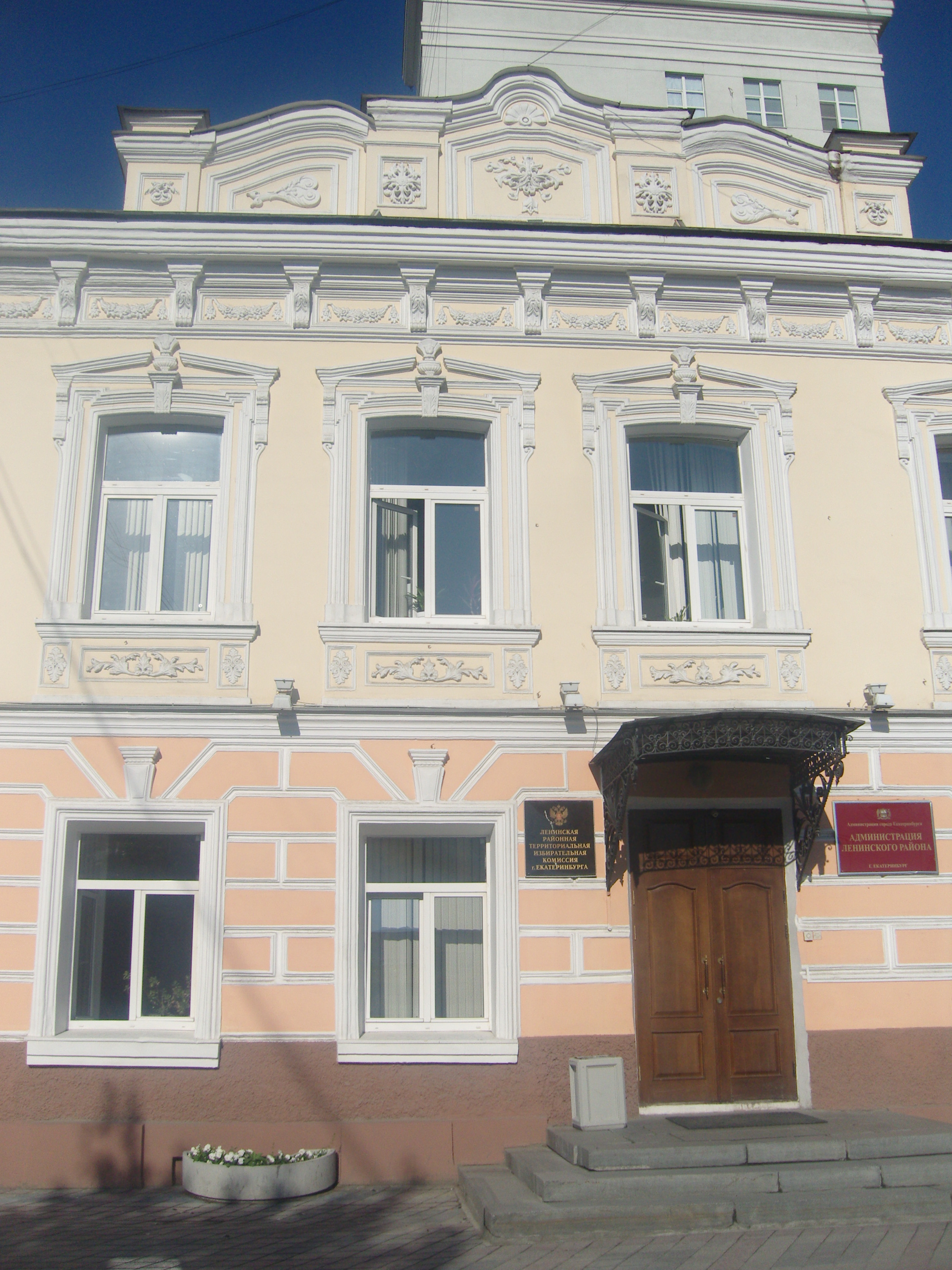
Фронтон главного фасада и крыльцо, 16 июля 2012 г.

### Особняк И. М. Фёдорова (№ 9)

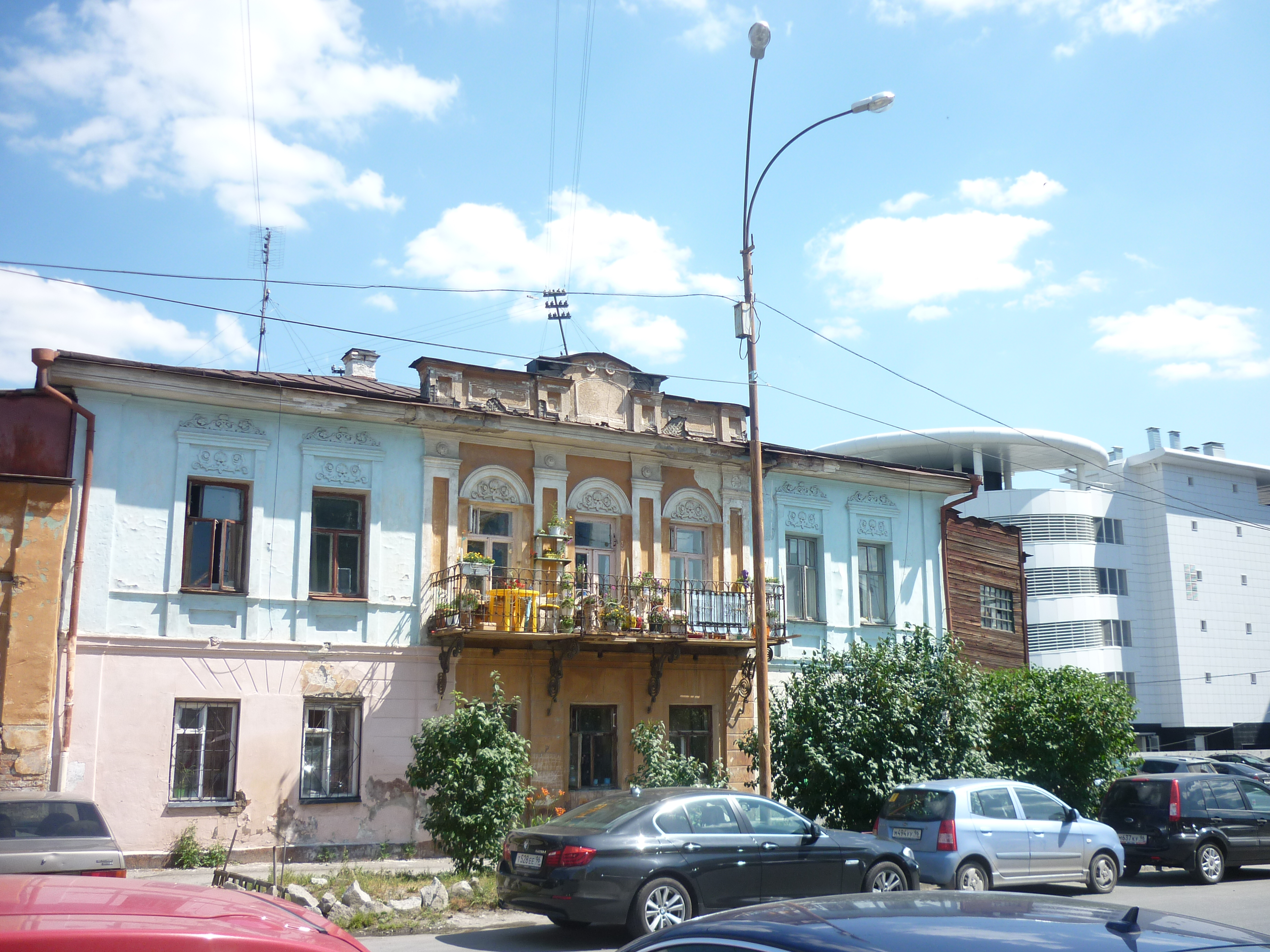
Особняк И. М. Фёдорова.

Каменный двухэтажный особняк И. М. Фёдорова построен в середине XIX века рядом с местом выхода улицы Чернышевского на Хлебную площадь — одну из городских торговых площадей, в связи с чем имел различного рода службы: баню, железную лавку, пивную, постоялый двор (не сохранились). Архитектура особняка сочетает черты классицизма и утверждающейся эклектики, здание является образцом жилого особняка Екатеринбурга середины XIX века. Дом прямоугольный в плане, имеет деревянные пристройки с юга и востока (вторая является позднейшей). Фасад на семь окон выполнен симметрично. Междуэтажное пространство занимает профилированная тяга; по краям стены имеются лопатки. По центральной оси фасада находится лёгкий выступ; в этом месте фасад также подчёркнут четырьмя филёнчатыми пилястрами, балконом и аттиком. Нижний этаж особняка обработан рустом.
Под окнами особняка расположены горизонтальные ниши. Обрамление у окон нижнего этажа отсутствует; окна верхнего этажа имеют богатые штукатурные наличники, которые снизу дополняются филенкамии, а сверху — орнаментальной вставкой между сандриком и подкарнизной тягой. Вставки в верхнем этаже сделаны и над пилястрами. По центру фасада расположен чугунный балкон на фигурных кронштейнах с решёткой несложного, но изящного рисунка. Фасад венчает аттик, украшенный посередине волютами.
Южная пристройка к дому асимметрична, лишена наружного декора; находящаяся у неё лестница декорирована фигурными балясинами перил. Оба этажа пристройки разделены двумя поперечными капитальными стенами. В одной из комнат на втором этаже сохранились угловые камины в виде арок на пилястрах с многообломными капителями.

На улице Чернышевского
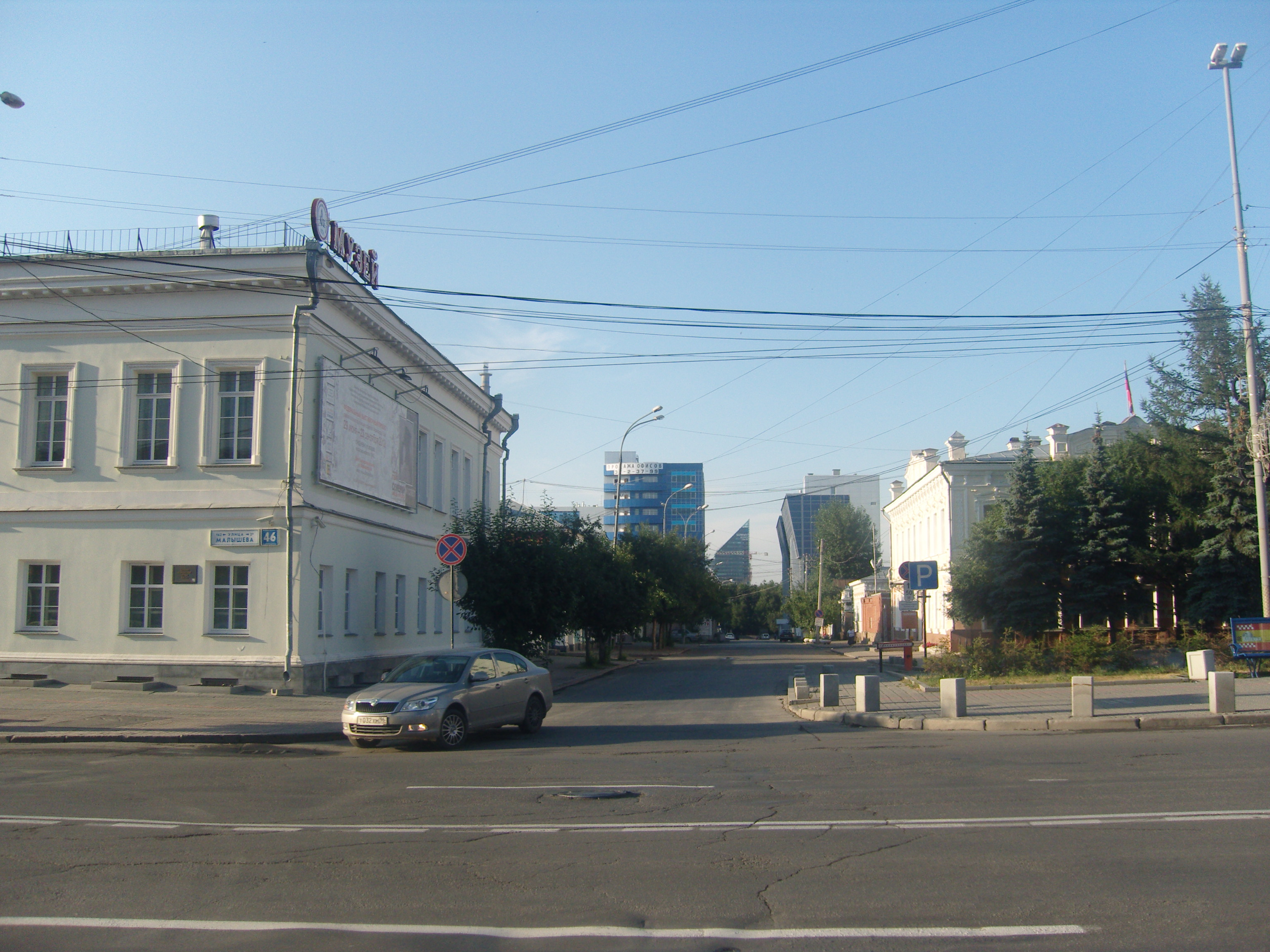
На углу Малышева и Чернышевского, 16 июля 2012 г.
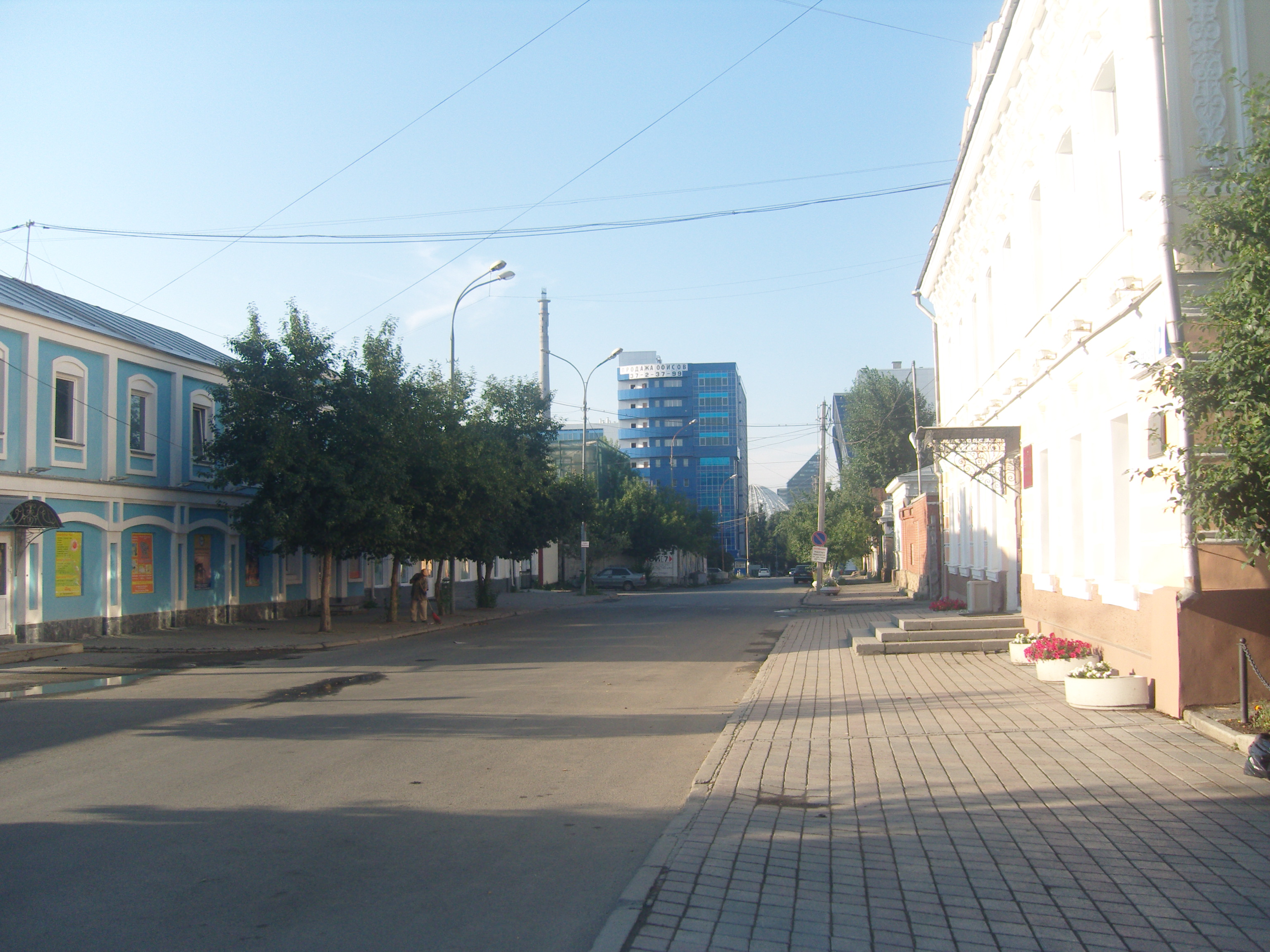
Вид на улицу со стороны её начала, 16 июля 2012 г.
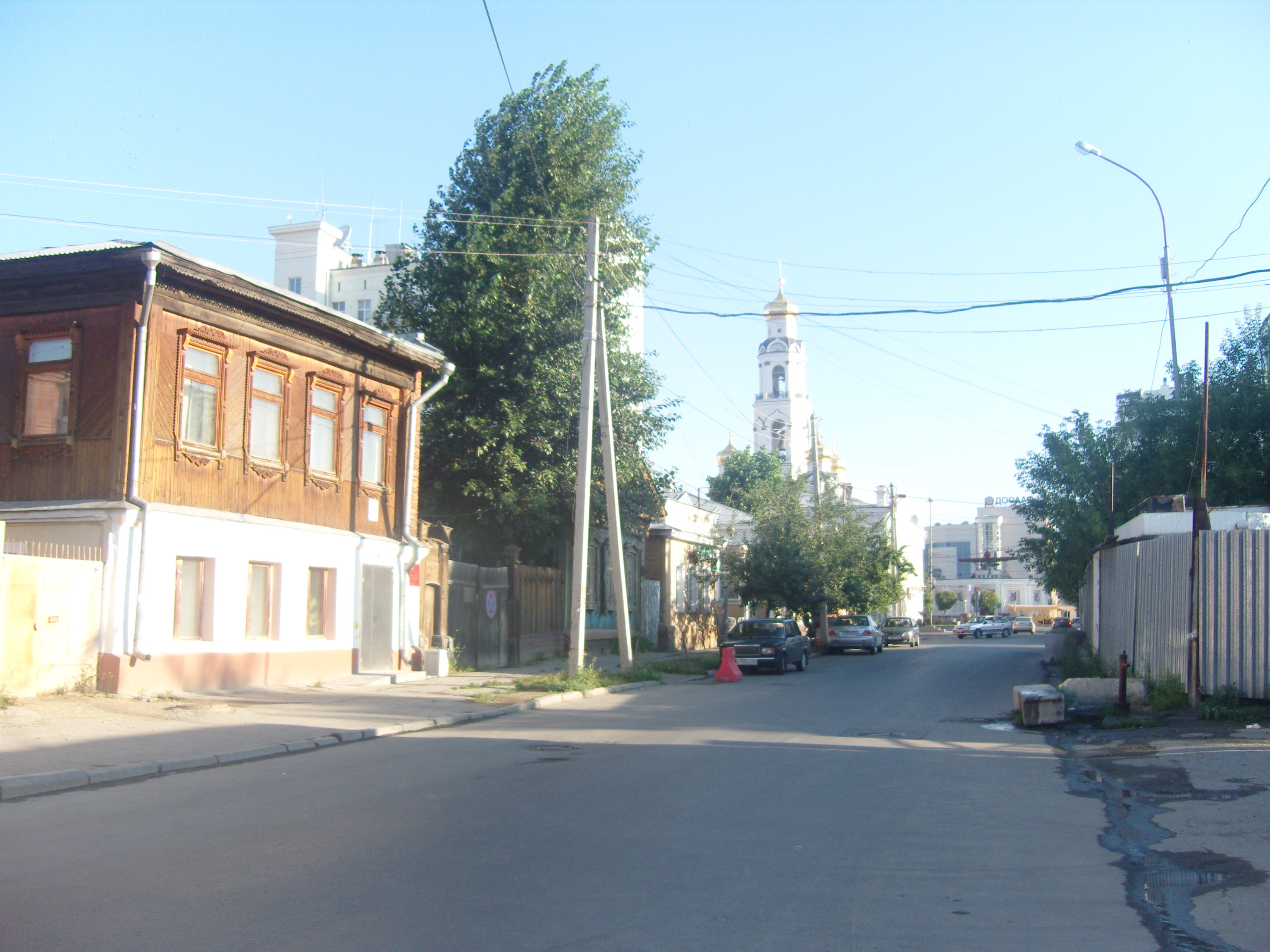
Вид в сторону начала улицы от дома № 8, 16 июля 2012 г.

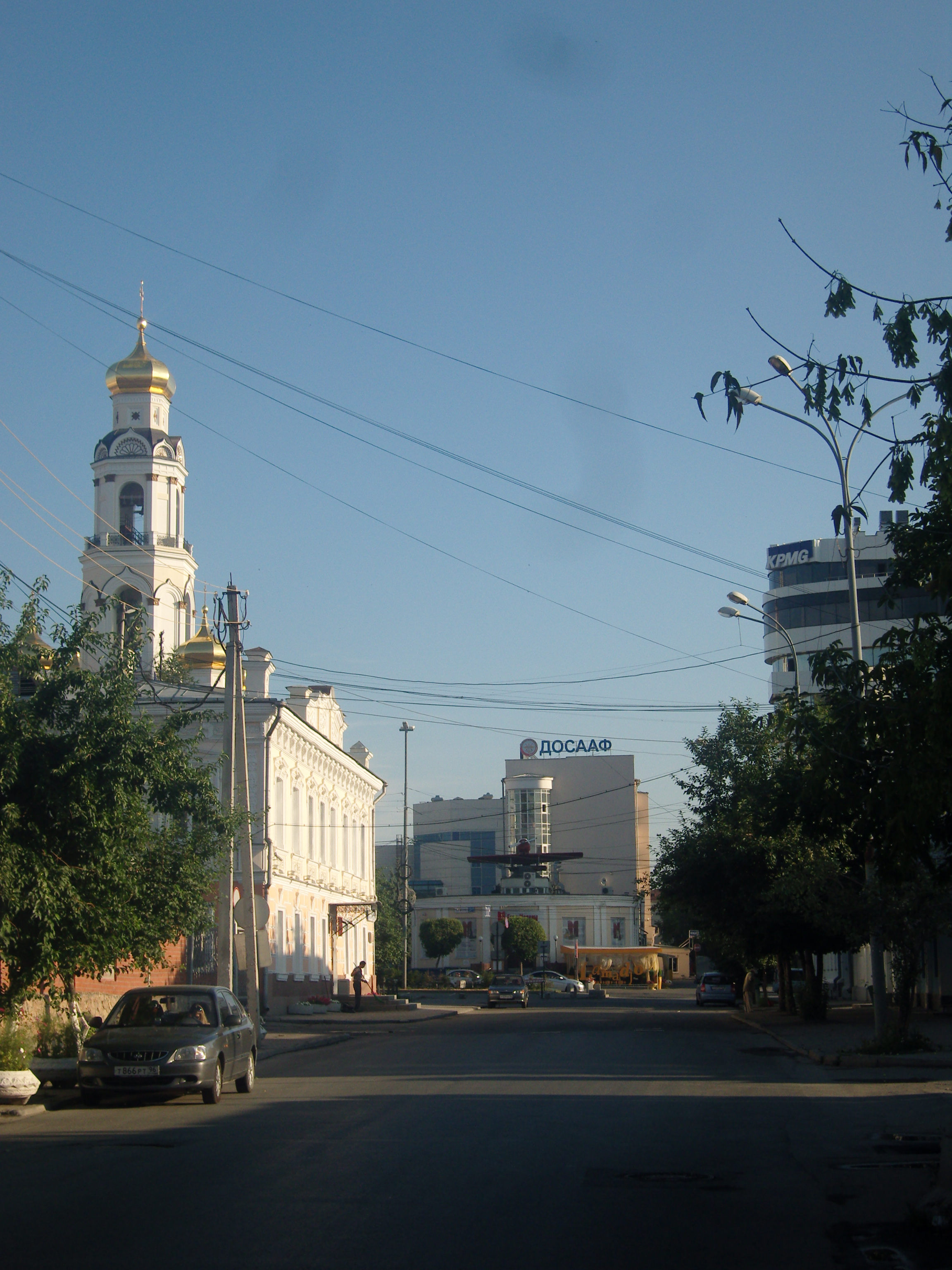
Вид на Большой Златоуст, 16 июля 2012 г.
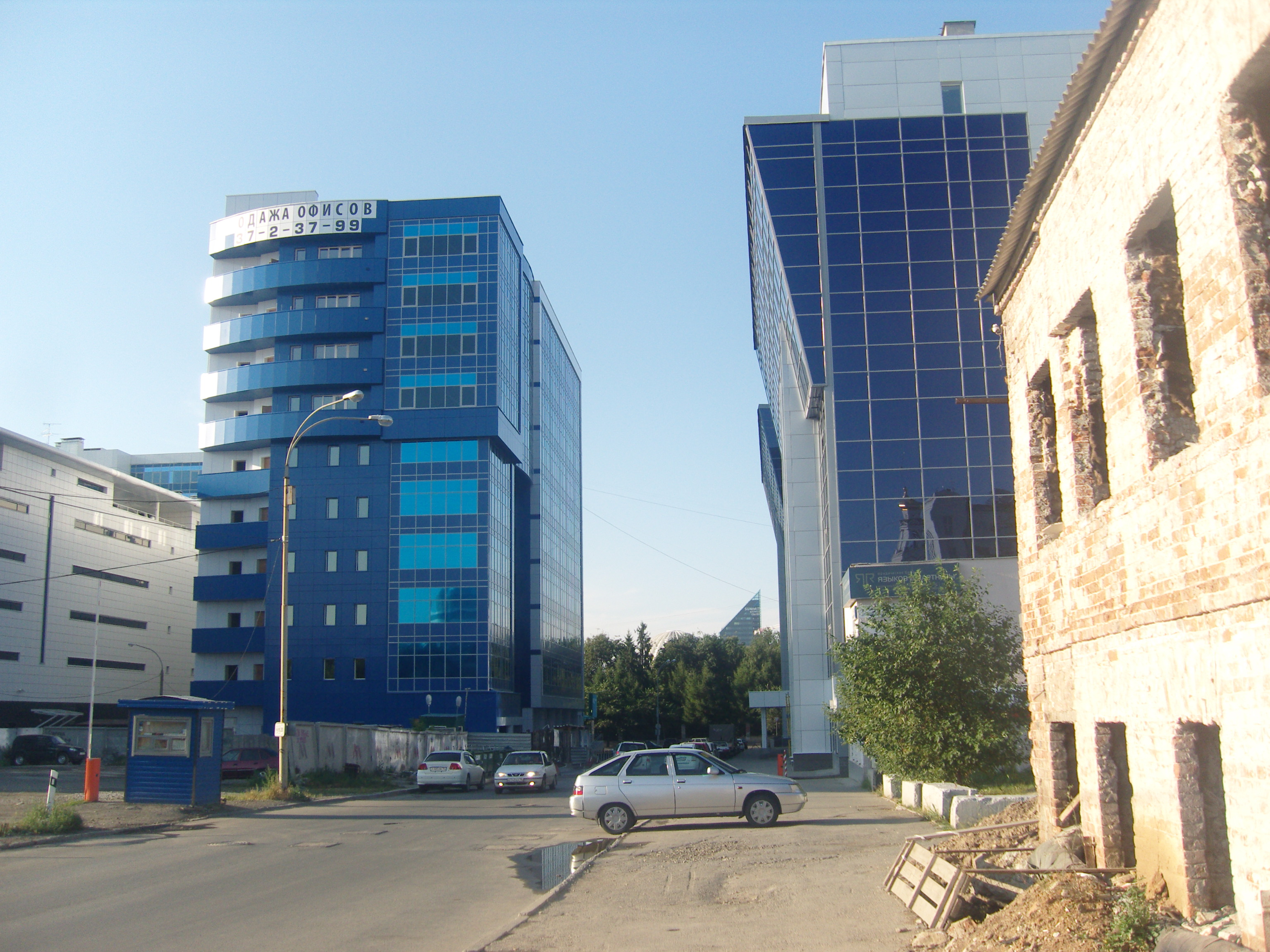
Современная застройка конца улицы, 16 июля 2012 г.
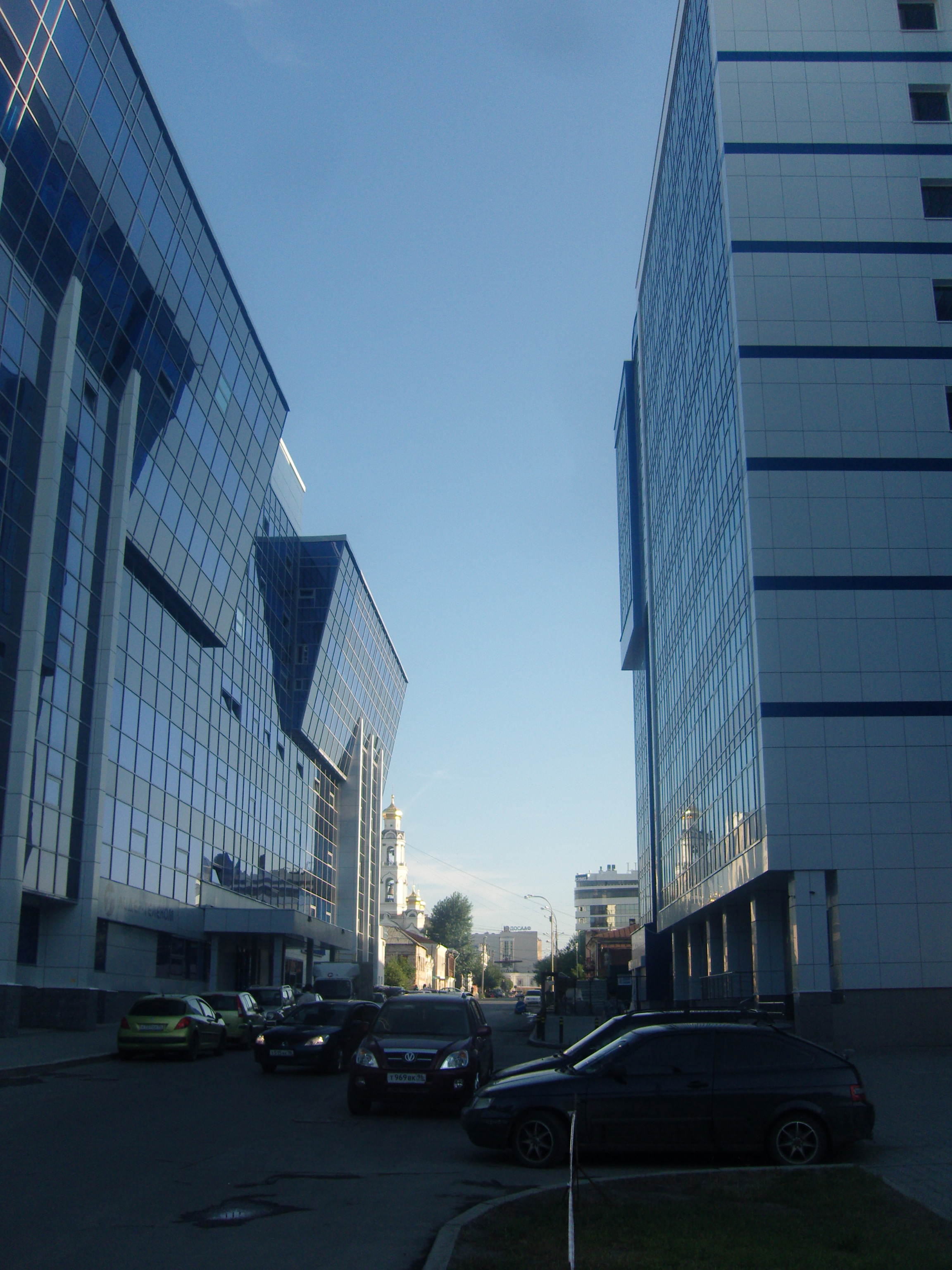
Офисная часть улицы ранним утром, 16 июля 2012 г.

## Транспорт

### Наземный общественный транспорт
Движение наземного общественного транспорта по улице Чернышевского не осуществляется. Ближайшие остановки общественного транспорта к началу улицы — «Площадь 1905 года» и «Площадь Малышева»:
- «Площадь 1905 года» (ул. 8 Марта):

Автобус: № 19, 23, 32, 41, 46, 50а, 50 м, 57;
Маршрутное такси: № 05, 011, 012, 015, 016, 018, 019, 024, 026, 030, 050, 055.
- «Площадь Малышева» (ул. Малышева):

Автобус: № 2, 14, 25, 61;
Троллейбус: № 3, 7, 17;
Маршрутное такси: № 04, 056, 057, 070.
Ближайшая остановка к концу улицы:
- «Радищева» (ул. Радищева):

Трамвай: № 1, 3, 5, 10, 15, 21, 27, 32, 33 (рабочие дни).

### Ближайшие станции метро
В 250 м северо-западнее от начала улицы находится станция 1-й линии Екатеринбургского метрополитена  «Площадь 1905 года», от которой до улицы можно добраться пешком, пройдя 320 м вдоль улиц 8 Марта и Малышева. В 430 м к югу от конца улицы находится станция этой же линии метро  «Геологическая», от которой до улицы можно добраться на одном из нескольких трамвайных маршрутов (от остановки «Цирк» до остановки «Радищева») или на маршрутных такси № 056 и № 057 (от остановки «Цирк» до остановки «Площадь Малышева»).